# وندرن (كورنوال)
وندرن (بالإنجليزية: Wendron)‏ هي قرية و أبرشية مدنية تقع في المملكة المتحدة في كورنوال.

## أعلام
- ويليام جيويل